# Sciosapromyza fuscinervis
Sciosapromyza fuscinervis är en tvåvingeart som först beskrevs av Malloch 1926.  Sciosapromyza fuscinervis ingår i släktet Sciosapromyza och familjen lövflugor.
Artens utbredningsområde är Franska Guyana. Inga underarter finns listade i Catalogue of Life.